# Of Course He's Dead
Of Course He's Dead is de laatste aflevering van de Amerikaanse sitcom Two and a Half Men. De dubbelaflevering werd op 19 februari 2015 voor het eerst uitgezonden op de commerciële televisiezender CBS.
De finale van de populaire serie (twaalfde seizoen) kreeg overwegend negatieve of zelfs vernietigende reacties van fans en de neutrale recensent, vanwege haar bizarre en ontgoochelende einde.
De centrale verhaallijn behandelt wat er precies gebeurd is met Charlie Harper (Charlie Sheen) na de aflevering "That Darn Priest", vier jaar eerder.

## Inhoud

### Charlie Harper leeft?
Alan Harper (Jon Cryer) ontvangt een brief waarin staat dat zijn twee jaar oudere broer Charlie Harper (vanaf 2003 tot en met 2011 gespeeld door Charlie Sheen) tweeënhalf miljoen dollar aan niet-opgeëiste royalty's heeft staan. Alan heeft Charlies overlijdensakte nodig om het geld op te eisen, maar kan de akte niet vinden en realiseert zich dat zijn enige bewijs het woord van Rose (Melanie Lynskey) is. Het bewijs dat Charlie nog leeft neemt stilaan toe nadat het royaltygeld is opgeëist door een derde partij en omdat Alan en moeder Evelyn (Holland Taylor) dreigbrieven van Charlie ontvangen. Charlies dochter Jenny (Amber Tamblyn) een cheque van 100.000 dollar, een brief met excuses, en een pakket gericht aan Charlie arriveert bij het huis met zijn whisky, sigaren en een mes dat hij gebruikte toen hij Alan door het huis achtervolgde. Verschillende vrouwen uit Charlies verleden, waaronder Mia (Emmanuelle Vaugier), Chelsea (Jennifer Taylor) en Dolores Pasternak (Missi Pyle), krijgen van Charlie zowel geld als persoonlijke excuses aangeboden.
Rose, jarenlang zijn stalkster, hield Charlie gevangen in een lege waterput. Charlie wist te ontkomen en Rose gaat naar het strandhuis om aan Alan en diens huisgenoot en miljardair Walden Schmidt (Ashton Kutcher) te onthullen dat Charlie leeft en om het hele verhaal uit te leggen. Charlie en Rose gingen in 2011 samen op reis naar Parijs. Daar betrapte Rose Charlie in bed met een hoer, een mime en een geit. Toen Charlie haar inhaalde in een Parijs metrostation, trachtte Rose zijn ontrouw te wreken door hem in het pad van een aanstormende trein te duwen, maar de geit brak uiteindelijk Charlies val en Charlie overleefde alles.
Rose keerde terug naar Californië en hield Charlie vier jaar lang bij haar thuis gevangen in haar waterput. Charlie ontsnapte door zijn kenmerkende bowlingshirts aan elkaar vast te knopen. Evelyn en Rose duiken onder, terwijl Walden – die van Charlie een dreigbrief krijgt omdat hij Charlies huis van Evelyn had gekocht en Charlie dit was te weten gekomen via zijn moeder of Rose – besluit met Alan naar de politie te gaan, waar ze praten met luitenant Wagner (Arnold Schwarzenegger). Terug thuis vinden Alan en Walden levensgrote kartonnen uitsnijdingen van zichzelf zoals bij een schietbaan. Uit angst voor zijn leven belt Alan zijn eerste ex-vrouw Judith (Marin Hinkle), zijn tweede ex-vrouw Kandi (April Bowlby) en zijn ex-vriendin Lyndsey (Courtney Thorne-Smith) om hen te vertellen hoeveel ze allemaal voor hem betekend hebben. Walden belt Bridget (Judy Greer) en Zoey (Sophie Winkleman), zijn ex-vrouw en ex-vriendin respectievelijk, om zich te verontschuldigen voor hoe hij zich met elk van hen heeft gedragen. Alle vrouwen veinzen emotie, maar voelen niet veel voor de excuses en Lyndsey verpandt zonder pardon de verlovingsring van Alan. Daarna krijgt Alan plots een veel aangenamere verrassing. Zijn zoon, die hij een jaar niet zag, staat namelijk aan de voordeur.

### Terugkeer van Jake
Jake Harper (Angus T. Jones) komt langs en wordt kortstondig herenigd met Alan en Walden. Jake zegt dat hij het leger heeft verlaten en nu getrouwd is en in Japan woont. Jake zegt dat hij een briefje met de tekst "Ik leef" heeft gekregen alsmede 250.000 dollar, maar dat hij niet kon afleiden wie de verzender was. Jake ging gokken in Las Vegas, wat de man tweeënhalf miljoen dollar winst opleverde. Nadat Jake (definitief) vertrekt naar Japan, worden Alan en Walden benaderd door luitenant Wagner die hen informeert dat hij Charlie heeft gevonden, maar de camera laat zien dat het om acteur Christian Slater gaat, gekleed als Charlie.

### De wraak van Charlie
Alan, Walden en Waldens huidige en Charlies voormalige huishoudster Berta (Conchata Ferrell), die nu geloven dat Charlie in hechtenis zit, vieren feest door te ontspannen in luie stoelen terwijl ze Charlie's sigaren roken en zijn whisky drinken, wanneer ze een helikopter zien met daaraan een piano, vergelijkbaar met degene die Charlie bespeelde, boven het huis zien vliegen. Ze twijfelen of Wagner wel de juiste man heeft. Charlie, niet gespeeld door Sheen en gezien vanaf de rug, belt aan. Voordat iemand de deur kan openen, wordt Charlie echter gedood als de helikopter de piano op hem laat vallen. Bedenker Chuck Lorre komt vervolgens in beeld, zittend in de regisseursstoel. Lorre meent te "Winnen!", verwijzend naar Charlie Sheens uitspraken van vier jaar eerder. Lorre doorbreekt daarmee de vierde wand waarna ook op Lorre een piano valt.

## Reacties
Two and a Half Men-bedenker Chuck Lorre verklaarde reeds na afloop van de aflevering waarom Charlie Sheen niet als zijn personage Charlie Harper te zien was in de finale. Een 'dubbelganger' vertolkte hem. Na elke aflevering liet Lorre een berichtje na voor de kijkers/fans van de sitcom en dat al sinds het prille begin in september 2003. Een zogenaamde 'vanity card', maar in de laatste klonk Lorre vrij cynisch;

I know a lot of you might be disappointed that you didn't get to see Charlie Sheen in tonight's finale. For the record, he was offered a role. Our idea was to have him walk up to the front door in the last scene, ring the doorbell, then turn, look directly into the camera and go off on a maniacal rant about the dangers of drug abuse. He would then explain that these dangers only applied to average people. That he was far from average. He was a ninja warrior from Mars. He was invincible. And then we would drop a piano on him. We thought it was funny. He didn't. Instead, he wanted us to write a heart-warming scene that would set up his return to primetime TV in a new sitcom called The Harpers starring him and Jon Cryer. We thought that was funny too.
— Chuck Lorre's 'vanity card', die aan het einde van elke aflevering werd getoond, na de aflevering "Of Course He's Dead".

Lorre bood Sheen dus een rol aan, Sheen sloeg het aanbod af. Lorre en Sheen kregen felle kritiek, die onder meer luidde dat beiden koppig en "kinderachtig" verder ruzieden en de "fans niet gaven waar ze recht op hadden" (i.e. een laatste keer Sheen in de serie). De hele aflevering en afsluiter met Lorre die Sheen door het slijk haalt, kon op met name Twitter op verdeelde reacties rekenen.
De aflevering haalt op de Internet Movie Database (IMDB) een beoordeling van 3,8/10, de slechtste van alle 262 afleveringen.

## Rolverdeling
Hoofdpersonages
- Jon Cryer (Alan Harper)
- Ashton Kutcher (Walden Schmidt)
- Conchata Ferrell (Berta)

Gastpersonages
- Angus T. Jones (Jake Harper)
- Marin Hinkle (Judith Harper-Melnick)
- Holland Taylor (Evelyn Harper)
- Melanie Lynskey (Rose)
- Emmanuelle Vaugier (Mia)
- April Bowlby (Kandi)
- Jennifer Bini Taylor (Chelsea Melini)
- Missi Pyle (Dolores Pasternak)
- Courtney Thorne-Smith (Lyndsey McElroy)
- Sophie Winkleman (Zoey)
- Judy Greer (Bridget Schmidt)
- Maggie Lawson (Mrs. McMartin)
- Arnold Schwarzenegger (luitenant Wagner)
- John Stamos (John Stamos)
- Chuck Lorre (Chuck Lorre)
- Christian Slater (Christian Slater)